# Großer Feuerfalter

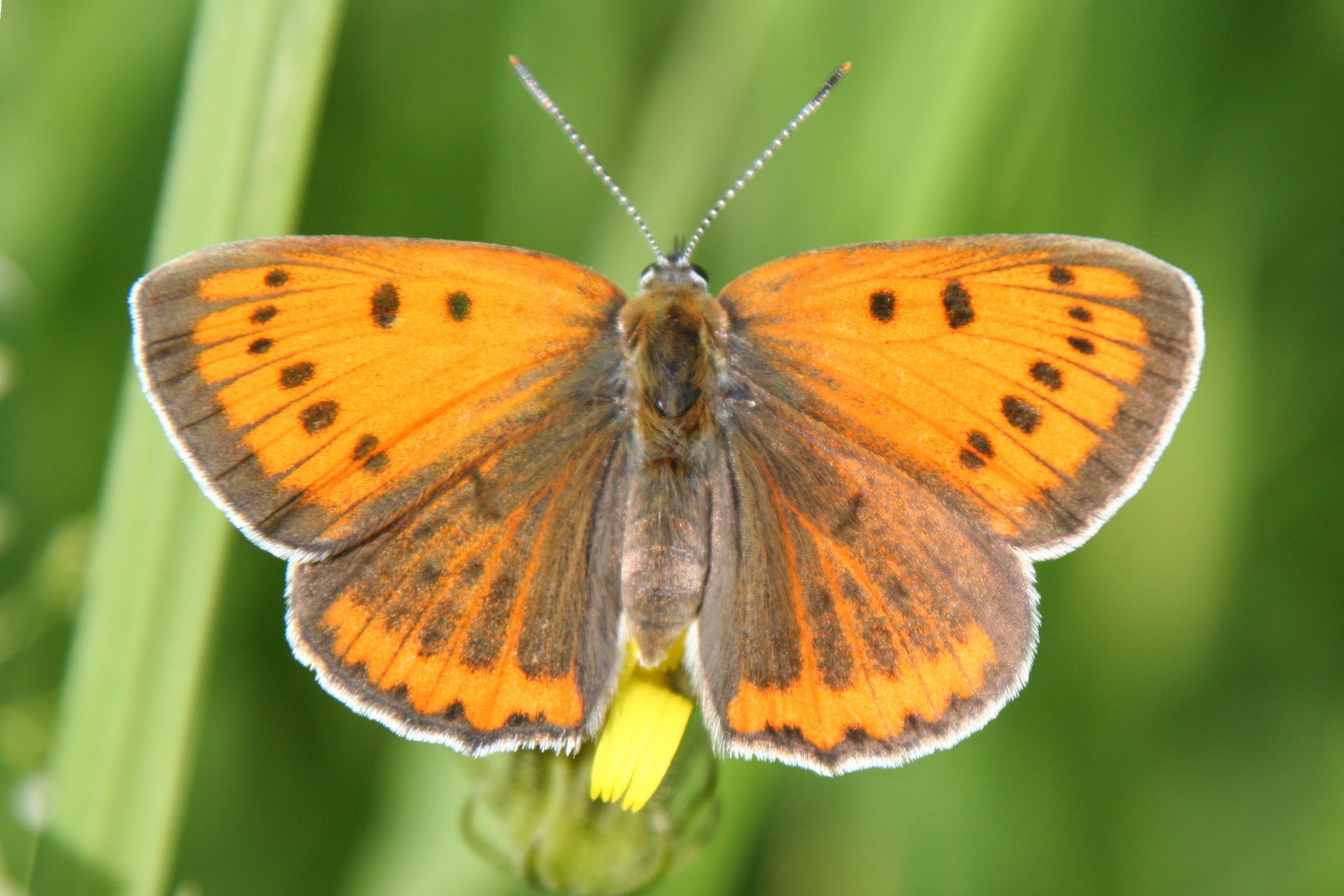
Weibchen

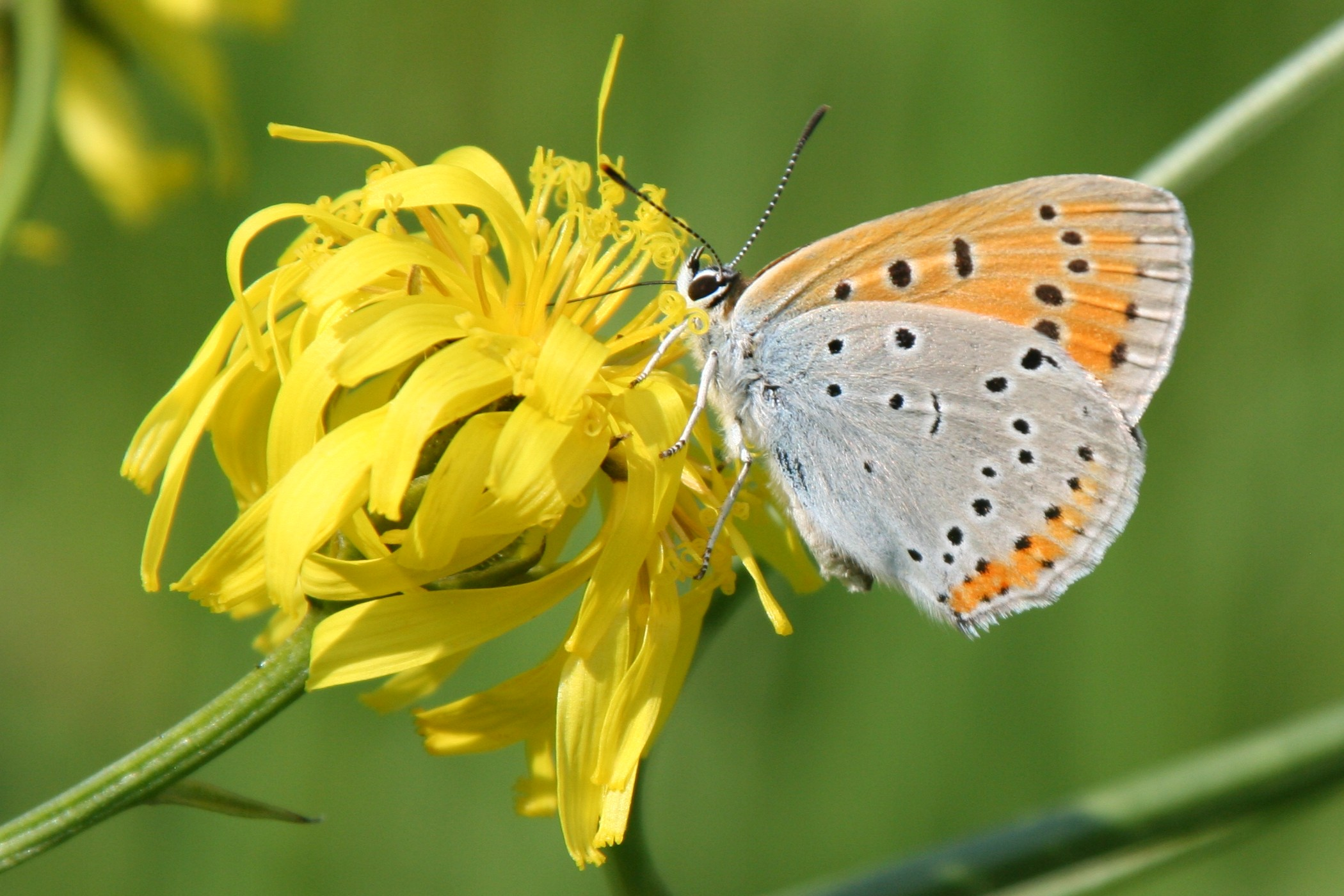
Flügelunterseiten (hier ein Weibchen)

Der Große Feuerfalter (Lycaena dispar) ist ein Schmetterling (Tagfalter) aus der Familie der Bläulinge (Lycaenidae).

## Merkmale
Die Falter erreichen eine Flügelspannweite von 27 bis 40 Millimetern. Die ausgestorbene Unterart aus England L. dispar dispar  erreichte sogar Spannweiten von bis zu 50 Millimetern und ist deswegen bei Sammlern beliebt. Die beiden Geschlechter weisen einen ausgeprägten Sexualdichroismus auf. Die Männchen haben kräftig orangerot gefärbte Flügeloberseiten, deren Rand fein schwarz gefärbt und kurz weiß gefranst ist. Auf jedem Flügel haben sie in der Mitte einen feinen, schwarzen strichförmigen Fleck. Die Flügeloberseiten der Weibchen sind eine dunkelbraun dominierte Färbung, der Rand, die Flügeladern und die Hinterflügel, bis auf eine orange Binde nahe dem Außenrand, sind dunkelbraun gefärbt. Am Vorderflügel sind die Bereiche zwischen den Flügeladern dunkel orangerot gefärbt. Diese länglichen Felder weisen jeweils einen markanten, dunkelbraunen Fleck auf, die etwa in der Mitte der Flügel eine fleckige Binde bilden. Die Unterseiten beider Geschlechter sind gleich gefärbt. Die der Hinterflügel sind grau bis blaugrau und haben eine orange Binde nahe dem Außenrand und zahlreiche schwarze, hell gerandete Punkte. Die Unterseite der Vorderflügel ist blass orange gefärbt, hat ebensolche Punkte und eine braungraue Binde am Außenrand.

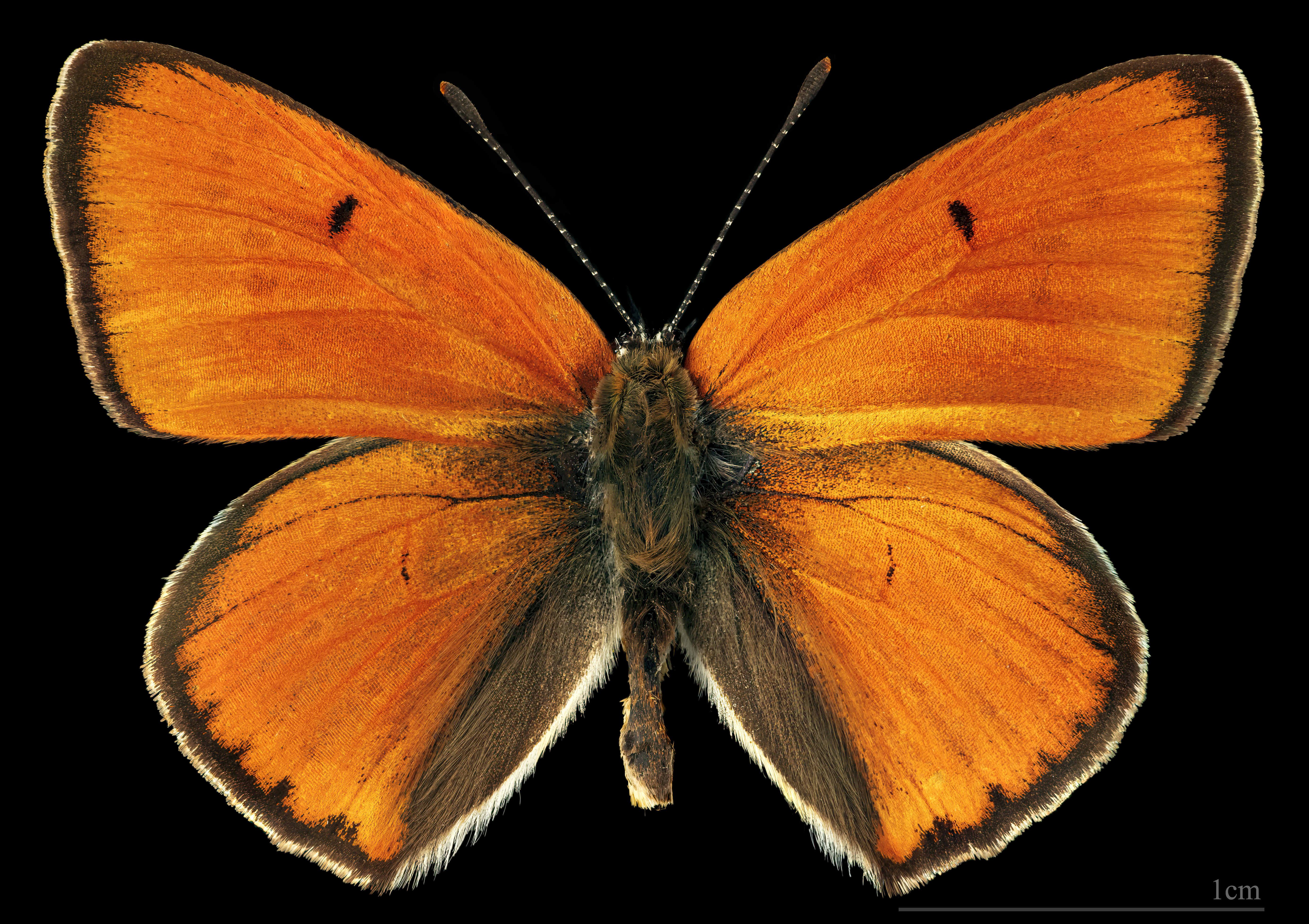
Lycaena dispar  ♂
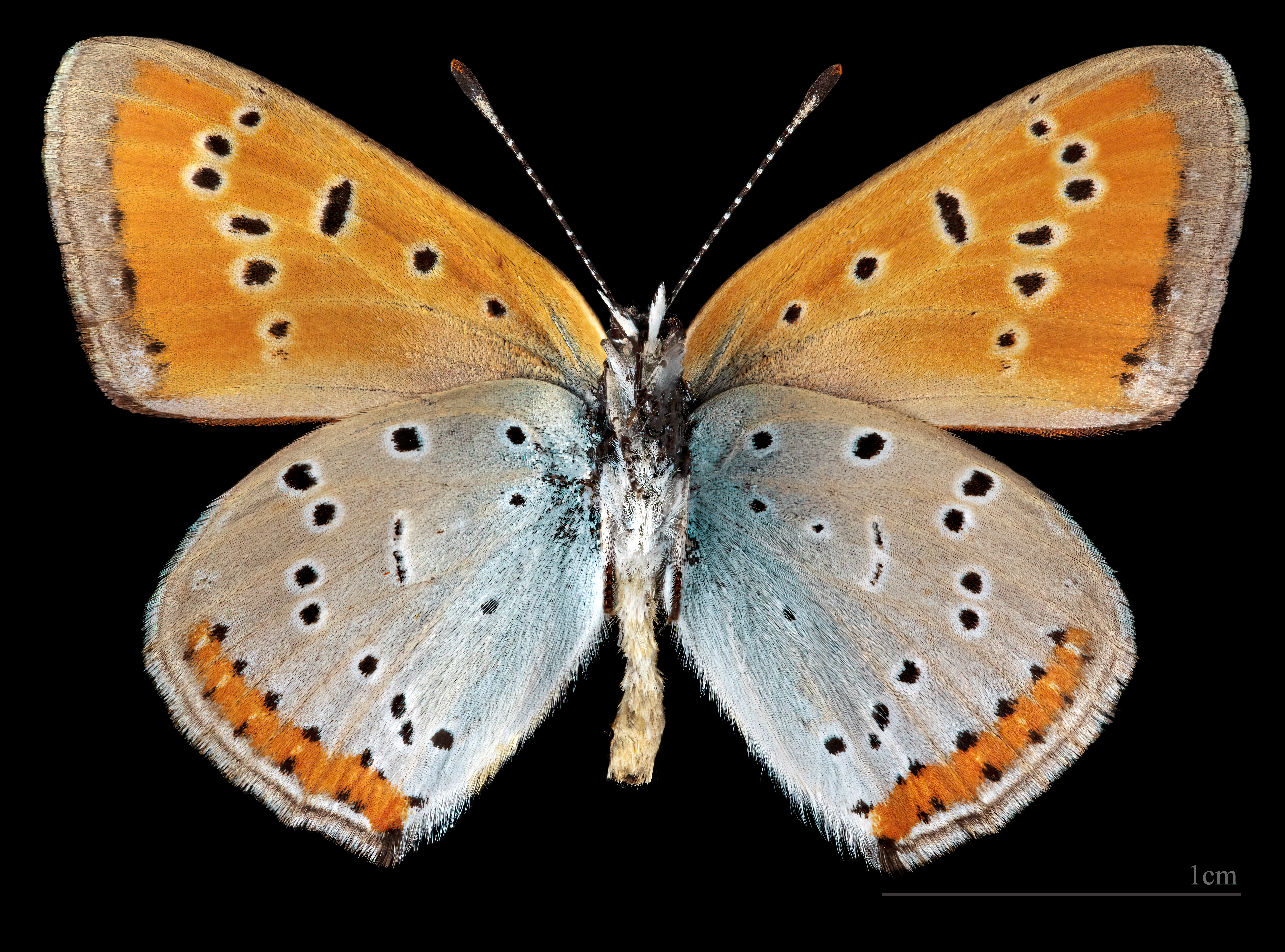
Lycaena dispar  ♂  △
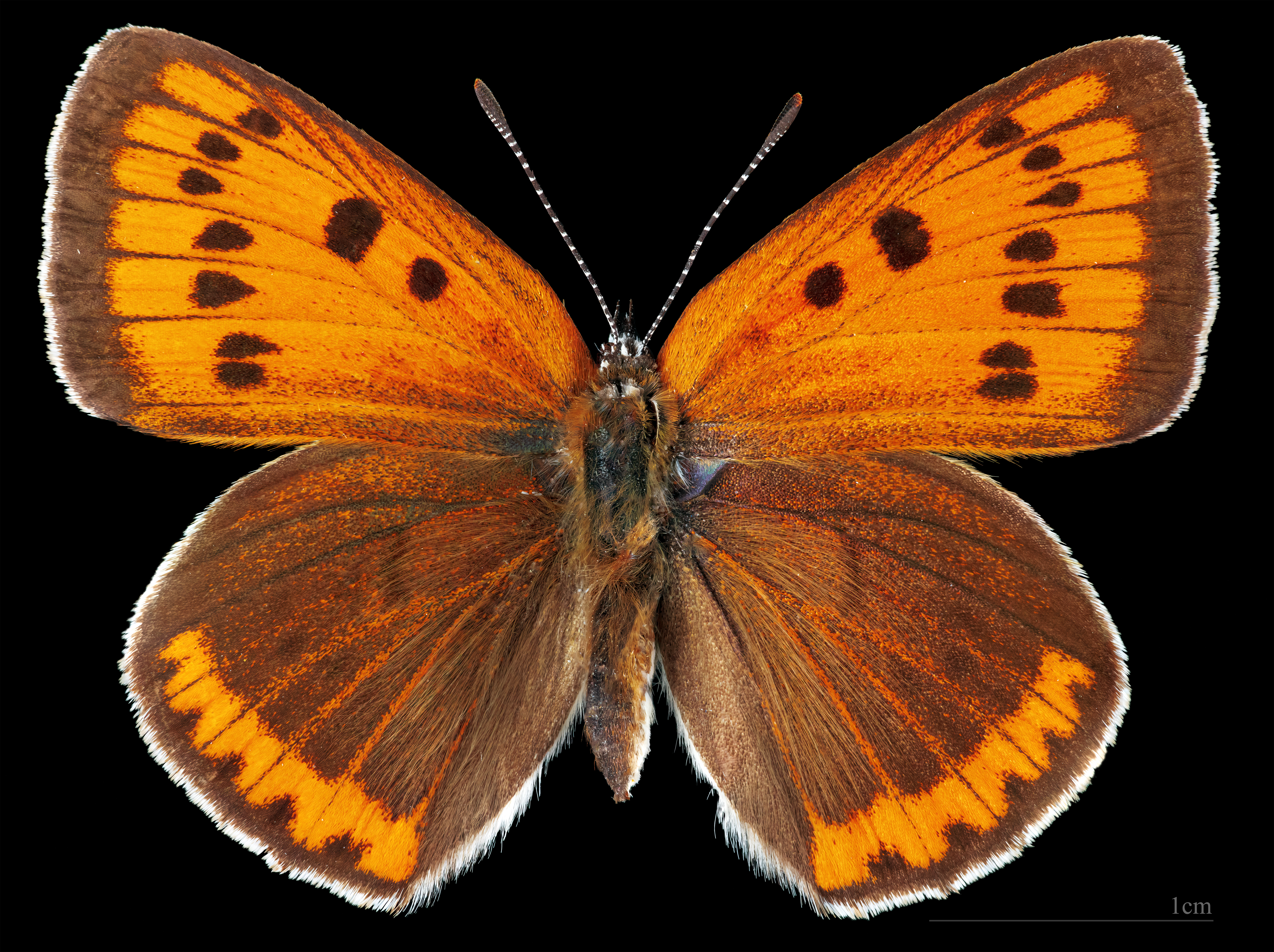
Lycaena dispar  ♀
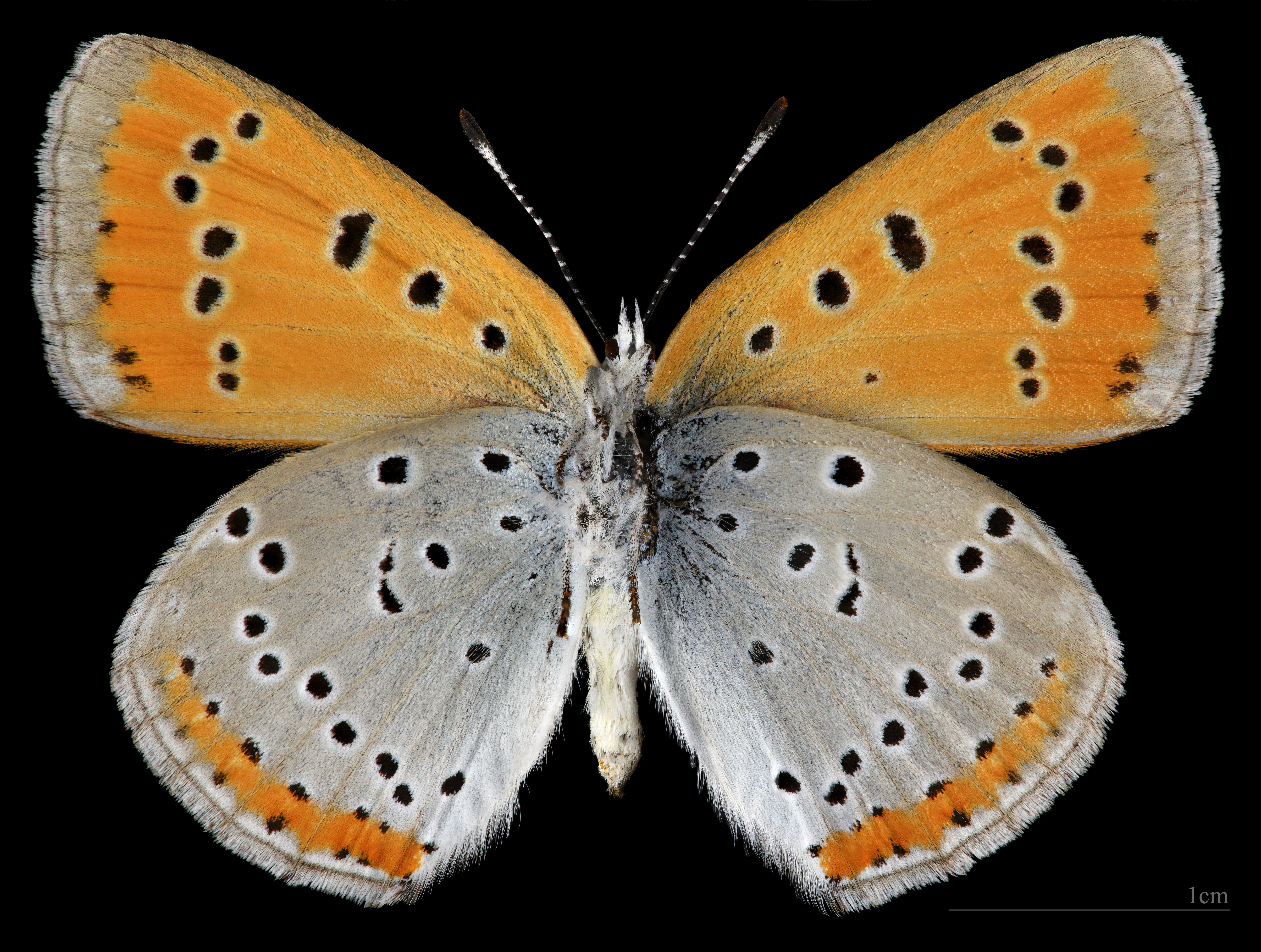
Lycaena dispar  ♀ △

Die Raupen werden ca. 21 Millimeter lang. Sie haben eine grüne Färbung und zahlreiche, sehr feine weiße Punkte am ganzen Körper verteilt. Sie haben auch eine sehr schwache, dunkle Rückenlinie und nur schwer erkennbare, schräge Striche auf den Seiten.

### Ähnliche Arten
- Kleiner Feuerfalter (Lycaena phlaeas)
- Violetter Feuerfalter (Lycaena alciphron)
- Dukatenfalter (Lycaena virgaureae)
- Lilagold-Feuerfalter (Lycaena hippothoe)
- Lycaena ottomanus

### Unterarten
- Lycaena dispar dispar (Haworth, 1802) – Huntingdonshire, ausgestorben[2]
- Lycaena dispar batava (Oberthür, 1920) – Friesland, in den 1920er-Jahren in Huntingdonshire eingeführt.[2]
- Lycaena dispar rutila (Werneburg, 1864) – im übrigen Verbreitungsgebiet

## Vorkommen
Die Tiere kommen in Europa recht zerstreut vor. Man findet sie in Südwestspanien, im Nordosten Frankreichs, in Nord- und Südwestdeutschland, im Baltikum, in Südosteuropa und der nördlichen Türkei, bis in eine Höhe von 1.000 Metern vor. Sie leben in Mooren und auf Feuchtwiesen, vor allem in Flusstälern großer Flüsse. Sie bevorzugen zudem kleinere Schilfrohrbestände oder erhöhte Stängel, auf denen sich die Falter sonnen. Ihre Populationen sind nahezu überall stark dezimiert worden. Im Südwesten und -osten Deutschlands ist die wanderfreudige Art anscheinend stellenweise aber wieder in Ausbreitung begriffen, so ist die Art z. B. seit 2019 im Rottal zwischen Pocking und Eggenfelden sowie am Unteren Inn bei Ering anzutreffen.

## Lebensweise
Die Falter saugen an Rossminze (Mentha longifolia) sowie an Greiskräutern (Senecio spec.).

### Flug- und Raupenzeiten
Sie fliegen im Norden in einer Generation von Juni bis Juli, in heißen Jahren existieren auch wie im Süden Mitteleuropas zwei Generationen, eine von Mitte Mai bis Juni und eine zweite, stärkere von Ende Juli bis Ende August. L. dispar batava fliegt in einer Generation von Juni bis Juli. Die Unterart L. dispar rutila fliegt in zwei Generationen von Ende Mai bis Juni und im August. Diese fliegen aber in kalten Regionen auch nur in einer, in den heißen, südlichen Gebieten auch in drei Generationen.

### Nahrung der Raupen
Als Futterpflanzen dienen den Raupen Teich-Ampfer (Rumex hydrolapathum), die Unterart L. dispar rutila frisst auch an anderen Ampferarten, wie Krauser Ampfer (Rumex crispus) und Wasser-Ampfer (Rumex aquaticus).

## Entwicklung

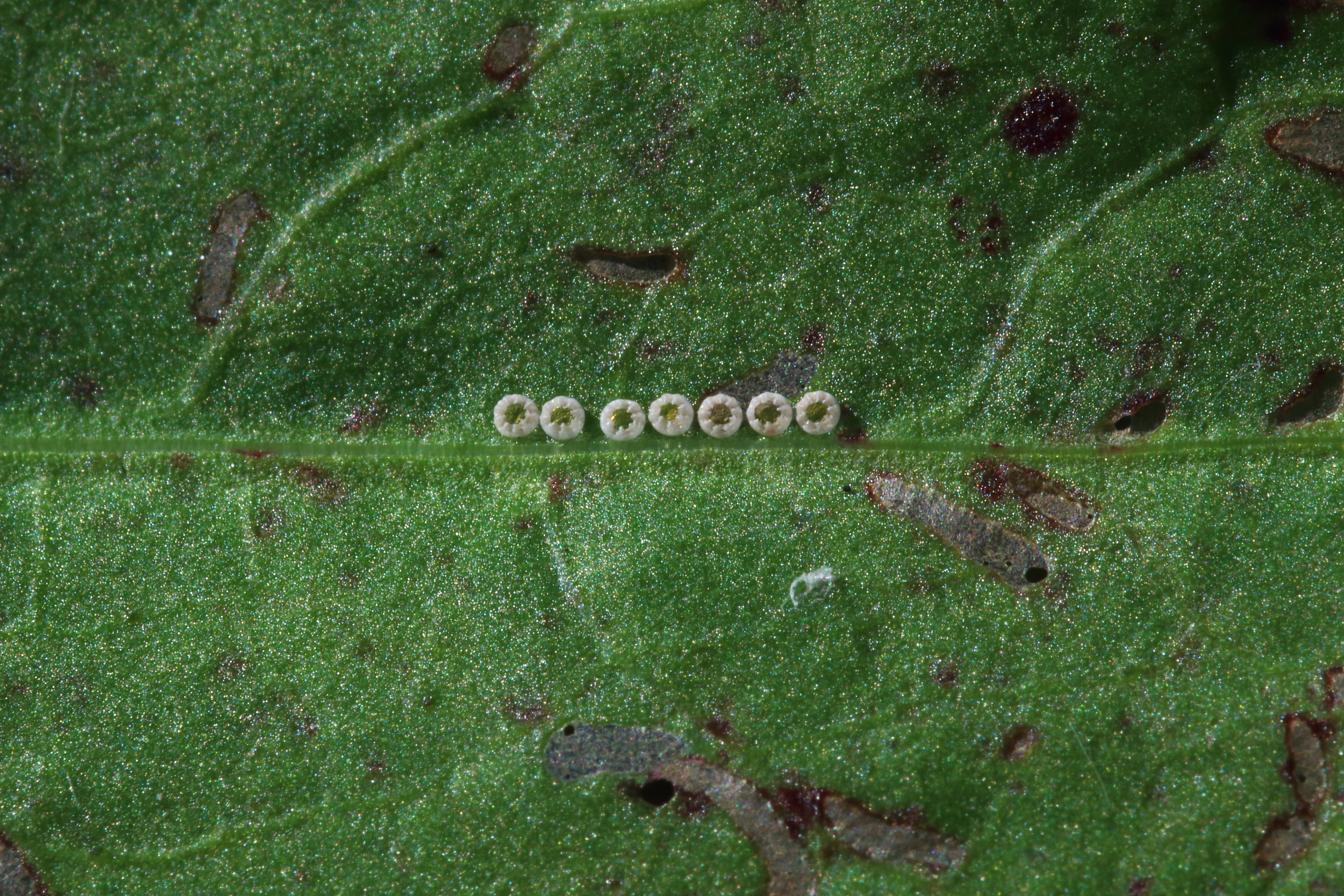
Eier des Großen Feuerfalters. Meist legen die Weibchen nur ein Ei, selten auch mehrere. Die Raupen sind bereits geschlüpft.

Die Weibchen legen ihre Eier meist einzeln auf der Oberseite der Futterpflanzen ab. Die daraus schlüpfenden Raupen fressen auf der Blattunterseite und ruhen oft auf der Mittelrippe. Die Raupen einer zweiten Generation überwintern als junge Raupen und verpuppen sich erst im nächsten Frühjahr am unteren Teil des Stängels ihrer Fraßpflanze in einer hell gelbbraunen Gürtelpuppe, die kopfüber hängt. Jungraupen fressen Höhlungen in die Blätter und können während der Überwinterung in diesen eine mehrwöchige Überflutung ihrer Pflanze überleben.

## Gefährdung und Schutz
Lycaena dispar ist als FFH-Art eingetragen und wird als stark gefährdet betrachtet.
- Rote Liste Deutschland: 2 (stark gefährdet).[5]
- Nahansicht eines Eis. Die „Torten“-Form ist deutlich zu erkennen und im Feld das sicherste Bestimmungsmerkmal.IUCN: stark gefährdet (endangered)[6]

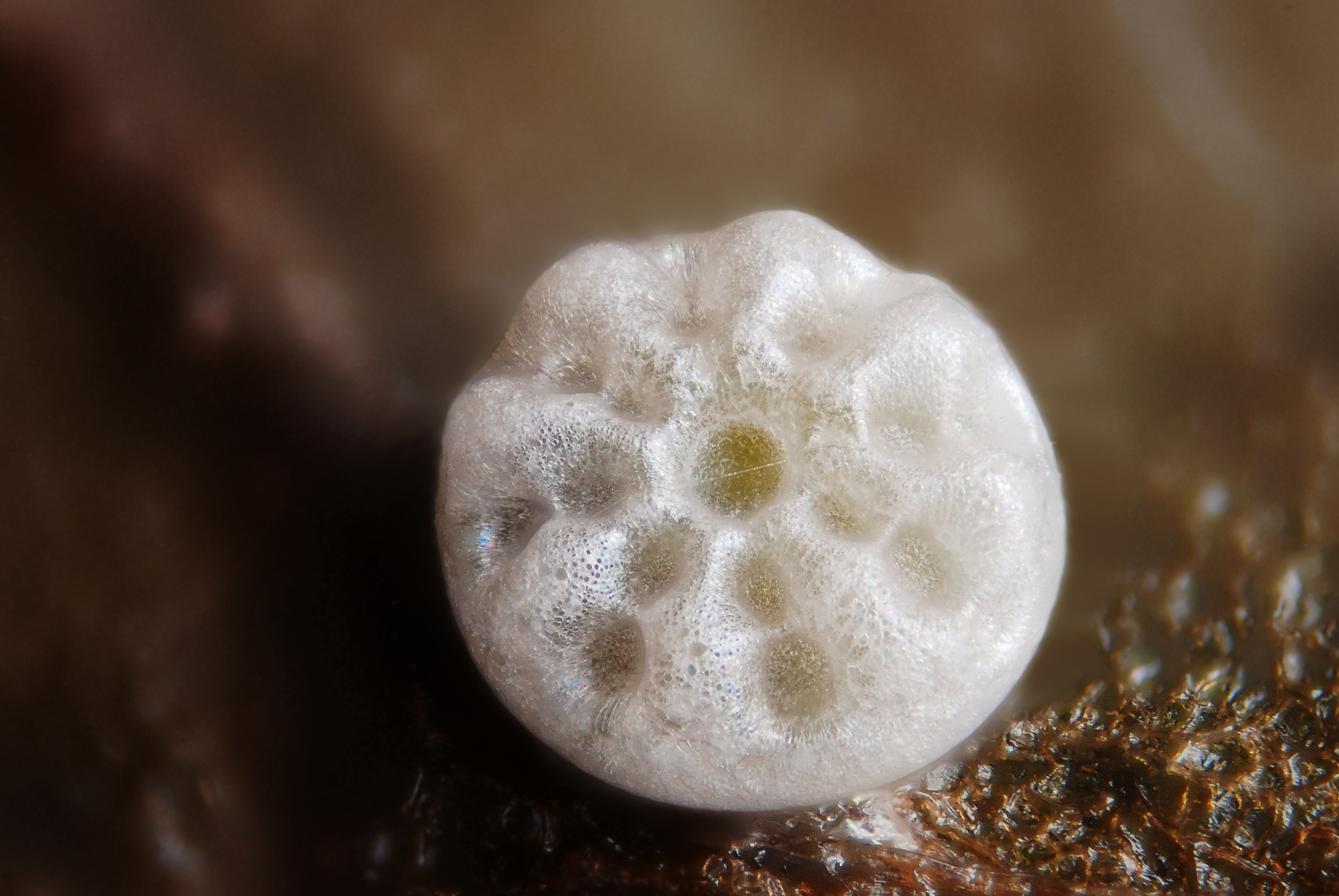
Nahansicht eines Eis. Die „Torten“-Form ist deutlich zu erkennen und im Feld das sicherste Bestimmungsmerkmal.

Die Nominatunterart L. dispar dispar wurde im 19. Jahrhundert in England durch die Zerstörung von Feuchtgebieten ausgerottet. Die Art wurde dort aber ab 1927 mit aus Friesland stammenden Tieren wieder eingebürgert.